# VélôToulouse
VélôToulouse, est un système de location de vélos en libre-service mis en place sur la ville de Toulouse. Ces vélos sont parfois surnommés « les vélouses », un mot-valise formé à partir de vélo et Toulouse. 
Ce service est disponible depuis le 16 novembre 2007, il est géré par JCDecaux, et plus spécifiquement par sa filiale, Cyclocity. 
À l'ouverture, 600 vélos étaient disponibles dans 60 stations. 135 stations et 1 470 vélos sont en libre-service, en janvier 2008, dans le périmètre du grand centre-ville. La mairie de Toulouse annonce pour la suite la mise en place de 10 nouvelles stations par semaine, jusqu'à arriver à 283 stations et plus de 2 400 vélos.

## Présentation
Le système, qui était à l'origine disponible de 5 h 30 à 2 h du matin pour la location d’un vélo et 24h/24 pour sa remise, est, depuis juillet 2011 ouvert à la location 24h/24.
En 2013, 30 stations supplémentaires sont installées et 300 vélos supplémentaires sont disponibles, ce qui porte à 283 le nombre de stations ouvertes et à 2 600 le nombre de vélos disponibles.
La flotte est composée au 2 septembre 2024 pour moitié de vélos mécaniques, et moitié de vélos électriques, environ 120 stations seront rajoutées dans les faubourgs avec un total de 3.300 vélos à disposition dans 400 stations.

## Projets de développement

### Territoires desservis
Aujourd'hui uniquement disponible sur la commune de Toulouse, le service devrait être étendu à partir de 2024 aux communes de Blagnac, Colomiers, Tournefeuille, L'Union et Ramonville-Saint-Agne Aucamville, Quint-Fonsegrives, Labège et St Orens. La commune de Balma était également envisagée,, mais cette dernière a décidé de finalement créer son propre réseau.

### Électrification du parc
50% du parc sera électrifié au 2 septembre 2024 (env. 1650 vélos).

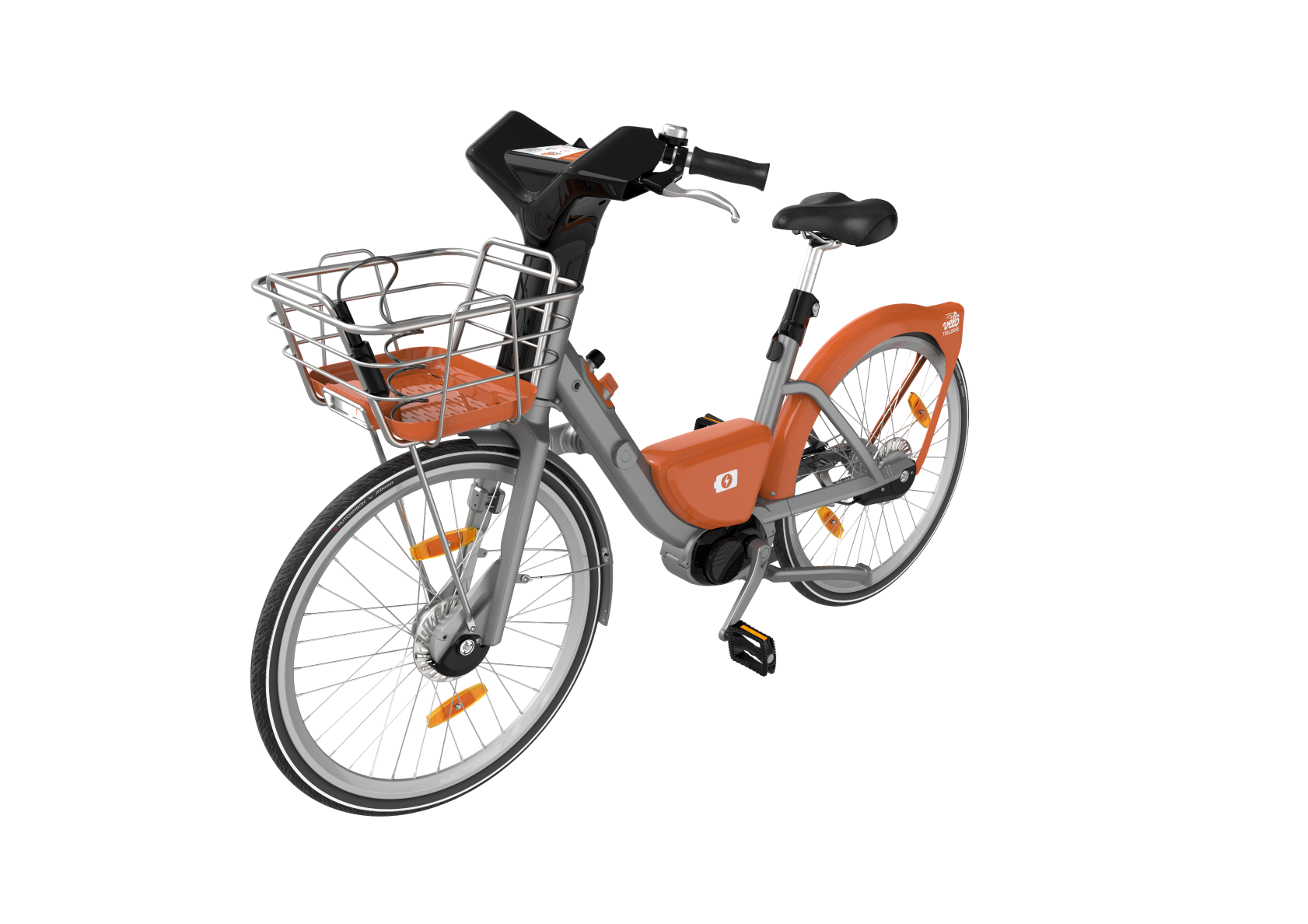
VélôToulouse électrique orange